# Wilbur Knorr
Pour les articles homonymes, voir Knorr (homonymie).
Richard Wilbur Knorr (né le 29 août 1945 à Richmond Hill (Queens) et mort le 18 mars 1997 à Palo Alto, en Californie,) était un historien des mathématiques américain, et un professeur dans les départements de philosophie et de lettres classiques à l'Université de Stanford. Il a été appelé « l'historien le plus provocateur des mathématiques grecques du XXe siècle ».

## Biographie
Knorr passa sa licence (1963-1966) puis sa thèse (soutenue en 1973) à l'université Harvard, sous la direction de  John E. Murdoch et de G. E. L. Owen,. Après des études postdoctorales à l'université de Cambridge , il enseigna à Brooklyn College, mais cet établissement ferma ses portes par suite de la crise budgétaire de New York en 1970. Employé à temps partiel par l'Institute for Advanced Study, il obtint un poste de maître-assistant à l'université de Stanford en 1979, y fut titularisé en 1983, et obtint la chaire d'histoire des mathématiques en 1990. Il meurt quatre ans plus tard des complications d'un mélanome.
Violiniste amateur de talent, il tenait le premier pupitre de l'Orchestre de Harvard, mais dut renoncer à se produire une fois nommé à Stanford, car le rythme de travail ne lui permettait plus de répéter,.